# Józef Ignacy Kossakowski
Józef Ignacy Korwin-Kossakowski herbu Ślepowron, krypt. J. K., (ur. 1757 w województwie krakowskim, zm. 3 lipca 1829 w Warszawie) – sekretarz generalny Rządu Tymczasowego litewskiego w 1812 roku, podczaszy Wielkiego Księstwa Litewskiego w 1794 roku, podczaszy kowieński w latach 1787-1794, szambelan w 1782 roku, rzeczywisty radca stanu, członek Komisji Edukacyjnej Litewskiej, polski działacz polityczny i oświatowy, literat.

## Życiorys
Był synem Antoniego (zm. 1773), podstolego nowogródzkiego (którego nie należy mylić z imiennikami – Antonim Kossakowskim – kasztelanem, zm. w 1798 i Antonim Kossakowskim – poetą, zm. w 1786), i Konstancji z Krosnowskich. Jego bratem był biskup inflancki Jan Nepomucen Kossakowski (zm. 1808). Drugi brat, Leonard Kossakowski, szambelan króla Stanisława Augusta Poniatowskiego, był w 1793 posłem na Sejm z Krakowa.
Pierwsze nauki pobierał w Krakowie (po roku 1763). Przez kilkanaście miesięcy (1775–1776) służył w regimencie gwardii pieszej litewskiej. W czerwcu 1776 wyjechał dla nabrania poloru do Wiednia, lecz już w połowie roku 1777 powrócił do Polski. Od października 1777 mieszkał u warszawskich księży misjonarzy. Latem roku 1779 bawił natomiast w Krakowie. Po powrocie do Warszawy podjął pracę w kancelarii prawnej Jana Jędrzeja Borcha (kanclerz wielki koronny).
Był szambelanem (prawdopodobnie od roku 1780) na dworze krewnego, biskupa inflanckiego Józefa Kazimierza Kossakowskiego, następnie piastował godność podczaszego kowieńskiego (1787-1794). Komisarz Komisji Porządkowej Cywilno-Wojskowej województwa trockiego powiatu kowieńskiego w 1790 roku. W marcu 1793 roku jako konsyliarz generalnej konfederacji targowickiej Wielkiego Księstwa Litewskiego wyznaczony do Komisji Skarbowej Wielkiego Księstwa Litewskiego. W roku 1793 brał udział w sprzysiężeniu litewskim, będąc wówczas blisko związany w wileńskim domem Grozmanich (darzył uczuciem Teklę Grozmaniową). 17 lipca 1794 został powołany przez powstańczą Radę Najwyższą Narodową na sekretarza Wydziału Bezpieczeństwa. Był jednocześnie także podczaszym wielkim litewskim. Po zakończeniu insurekcji kościuszkowskiej powrócił do Wilna. Tam w marcu 1796 poślubił niedawno rozwiedzioną (dla Jakuba Jasińskiego) Teklę Grozmaniową (primo voto: Paprocka), która kilka miesięcy później zmarła (3 stycznia 1797). Drugą żoną Kossakowskiego była Maria Terebeszanka.
Po upadku powstania skoncentrował się na działalności oświatowej. W 1795 został członkiem Komisji Edukacyjnej litewskiej (zarządzającej m.in. Uniwersytetem Wileńskim). Był dyrektorem szkół guberni litewskiej, od 1803 pełnił analogiczną funkcję w guberni grodzieńskiej. Organizował gimnazjum w Świsłoczy, szkołom widzkim ofiarował księgozbiór liczący około 1000 tomów oraz dwa globusy. 15 stycznia 1806 został członkiem honorowym Uniwersytetu Wileńskiego, a 12 grudnia 1807 dyrektorem szkół guberni wileńskiej.
Po wkroczeniu wojsk Napoleona na Litwę został 1 lipca 1812 sekretarzem generalnym Rządu Narodowego Wielkiego Księstwa Litewskiego. W domu Kossakowskiego odbywały się posiedzenia rządu. Wraz z Komisją Rządową w 1815 emigrował na krótko do Lipska; po powrocie do Warszawy zajął się ponownie pracą w oświacie. 13 września 1815 został członkiem honorowym Wydziału Oświecenia Rządu Tymczasowego Królestwa Polskiego, a 7 stycznia 1817 wizytatorem generalnym Komisji Rządowej Wyznań Religijnych i Oświecenia Publicznego. Dosłużył się godności rzeczywistego radcy stanu. Był współorganizatorem warszawskiego Towarzystwa Dobroczynności, działał w masonerii. Od 6 lutego 1820 był członkiem Towarzystwa Przyjaciół Nauk.

## Twórczość
W dobie Sejmu Czteroletniego był autorem znanych utworów satyrycznych. Pisał poezje, zajmował się przekładami literackimi, ogłaszał liczne opracowania historyczne. Pozostawił także pamiętniki. Przez kilka lat (prawdopodobnie 1805–1806) należał do redakcji "Dziennika Wileńskiego", którego był współzałożycielem.

### Ważniejsze utwory
1. Rys życia i pism Dawida Pilchowskiego... Dnia 24 maja 1804 roku, "Roczniki Towarzystwa Warszawskiego Przyjaciół Nauk" t. 4 (1807), s. 31-44
2. Pamiętniki 1781-1808, rękopis w Bibliotece Krasińskich sygn. 5726
3. Zbiór wierszy, rękopis w Bibliotece Narodowej sygn. Pol. Q.XIV.62 (dawna sygn. Cesarskiej Biblioteki Publicznej w Petersburgu); zawartość: Dobrodziejstwa. Hymny religijne; Śpiewy litewskie na wzór Niemcewicza polskich (powst. przed rokiem 1815); Bajki i przypowieści; wiersze różne z wieku XVIII i początku XIX
4. Przeczucie, czyli hrabia Zahorowski (Saurau) i Jasio z krzywą główką (Krummköpfchen). Powieść listowna, "Pamiętnik Warszawski" t. 8 (1817), s. 129-176 i odb. Warszawa 1817
5. Pamiętniki 1815-1819, urywki w rękopisie Biblioteki Narodowej sygn. Pol. 9.XVIII.8 (dawna sygn. Cesarskiej Biblioteki Publicznej w Petersburgu)
6. Rys prywatnego i publicznego życia Franciszka Ksawerego Bohusza... czytany na posiedzeniu publicznym Towarzystwa d. 24 stycznia 1824..., "Roczniki Towarzystwa Warszawskiego Przyjaciół Nauk" t. 17 (1824), s. 136-147.

Ponadto poezje i rozprawy Kossakowskiego ogłaszano w czasopismach: "Dziennik Wileński" (1805–1806; tu: Ogólne wyobrażenie rolnictwa, 1805 nr 1-2; Wieśniak. Poemat, 1805 nr 2; rec. Teorii jestestw organicznych Jędrzeja Śniadeckiego, 1805 nr 3; rec. Dziejów systemów filozoficznych J. M. de Gérando, 1806 nr 6; O przyczynach różnicy gospodarstwa angielskiego od framcuskiego, 1806 nr 6), "Nowy Pamiętnik Warszawski" (Czas. Wiersz, t. 8, r. 1802, s. 251).
Kossakowski miał być autorem napisanego w roku 1788 wiersza Do narodu (Gdybym był kiedy królem, nie byłbym tak słaby...) oraz krążącego w odpisach w okresie Targowicy satyrycznego Akcesu litewskiego.
Rękopisy (odpisy) niektórych jego utworów zachowano w Bibliotece Jagiellońskiej sygn. 7220 I, k. 43 oraz Bibliotece Narodowej sygn. 6716, k. 67-8.

### Przekłady
1. J. Delille: Cztery pory roku, "Nowy Pamiętnik Warszawski" t. 8 (1802), s. 359-361; fragmenty przedr. F. K. Dmochowski w: I. Krasicki: O rymotwórstwie i rymotwórcach w: Dzieła t. 3, Warszawa 1803 – Wdzięczność wzajemna; Marmur. (wyjątki z L'Homme de champs), "Dziennik Wileński" 1805 nr 2; fragm. Czterech pór w rękopisie Ossolineum sygn. 1286/I
2. G. Legouvé: Zalety kobiet. Poema przekładania..., Warszawa 1803 (2 wydania), wyd. następne: Kraków 1813; Kraków 1814; Kraków 1823, (tytuł oryginału: Le Mérite des femmes), od wyd. 3 (z roku 1813) do druku dołączano przekł. wiersza St. Vincent: Do kobiet (pierwodruk w "Dzienniku Wileńskim")
3. J. N. Bouilly, M. J. Pain: Nienawiść kobiet. Komedia w 1 akcie, wyst. (prawdopodobnie 1. raz?) Lwów 3 sierpnia 1818; o tym wyst. (bez podania tłumacza) inform. B. Lasocka: Teatr lwowski w l. 1800-1842, Warszawa 1967.

### Listy i materiały
1. Do J. Albertrandiego jako prezesa Towarzystwa Przyjaciół Nauk, rękopis: Biblioteka PAN Kraków sygn. 1
2. Do Teodora Jordana 2 listy (brak daty), rękopis: Ossolineum sygn. 6770/I
3. Do K. Koźmiana 2 listy (brak daty), rękopis: Biblioteka PAN Kraków sygn. 2031, t. 1-2
4. Od E. Słowackiego z 14 sierpnia 1812, z rękopisu Biblioteki Jagiellońskiej ogł. S. Makowski, Z. Sudolski: W kręgu bliskich poety. Listy rodziny Juliusza Słowackiego, Warszawa 1960 "Biblioteka Towarzystwa im. Adama Mickiewicza" nr 1, s. 23-24
5. Wizyta szkoły postawskiej w r. 1807. Raport z wizytacji, rękopis: Biblioteka Czartoryskich (Archiwum Kuratorii Wileńskiej sygn. 330)
6. Opisy służbowe z lat 1809–1810, rękopisy: Biblioteka Czartoryskich (Archiwum Kuratorii Wileńskiej sygn. 273-274).

## Wybrane opracowania nt. Kossakowskiego
1. J. N. Kossakowski: Pamiętnik (z 1781-1782), wyd. J. Weyssenhoff, "Biblioteka Warszawska" 1895 t. 2
2. Akty powstania Kościuszki: t. 1-2, wyd. Sz. Askenazy, W. Dzwonkowski, Kraków 1918
3. (Nekrologi): "Gazeta Korespondenta Warszawskiego i Zagranicznego" 1829 nr 151, 153; "Gazeta Warszawska" z 4 VII 1829; "Kurier Warszawski" 1829 nr 175
4. S. B. Jundziłł: Pamiętniki życia (powst. w latach 1835–1840), wyd. A. M. Kurpiel, Kraków 1905 (s. 147) jako odb. z "Archiwum do Dziejów Literatury i Oświaty w Polsce" t. 13 (1914)
5. F. S. Dmochowski: Wspomnienia od 1806 do 1830 r., Warszawa 1858; wyd. następne oprac. Z. Libera (Warszawa) 1959 "Biblioteka Pamiętnikarzy Polskich i Obcych"
6. M. Baliński: Pamiętniki o Janie Śniadeckim t. 1, Wilno 1864–1865, s. 671, 688
7. F. M. Sobieszczański: "Encyklopedia powszechna" Orgelbranda, t. 15 (1864)
8. S. Kossakowski: Monografie historyczno-genealogiczne niektórych rodzin polskich t. 1-2, Warszawa 1876
9. K. W. Wójcicki: Społeczność Warszawy w początkach naszego stulecia (1800-1830), Warszawa 1877, s. 35, 64
10. "Archiwum do Dziejów Literatury i Oświaty w Polsce" t. 1 (1878), s. 215-216.